# معركة ليدزهين
معركة ليدزهين (بالبولندية: Bitwa pod Ładyżynem)‏ في 18 يوليو 1672 أثناء الحرب البولندية العثمانية (1672–1676). تضمنت جيشا قويا من 9000 مقاتل، يتألف من تتار القرم ووحدة من القوزاق الزابوروجيان الموالين لبترو دوروشينكو، وفوج القوزاق هيتمان ميخايلو خانينكو الموالي لبولندا. اجتمعت القوات بالقرب من ليدزهين.
نظرًا لأن فوج خانينكو كان يبلغ 4000 جندي فقط، فقد طلب المساعدة من حاكم قلعة بودلاسي، كارول لوزيكي، مع 2500 من الفرسان. انضم خانينكو ولوزيكي في 18 يوليو، وساروا باتجاه قرية تشيتويرتينوفكا. يتألف جيشهم من طائر القوزاق التقليدي في الوسط، وسلاح الفرسان البولندي على كلا الجانبين، والفرسان في الخلف. بعد مناوشة صغيرة، تم دفع وحدة القوزاق الموالية لدوروشنكو إلى ما وراء نهر بوك الجنوبي. واصل سلاح الفرسان البولندي التقدم، لكن الخصم شن هجوما مرتدا، ما أدى إلى خسائر فادحة في بولندا.
المناوشات بسبب جهود خانينكو ولوزيكي انتهت بانتصار بولندا، لكنها كانت مكلفة حيث كانت الخسائر كبيرة جدًا.